# Pskovská oblast
Pskovská oblast (rusky Пско́вская о́бласть) je jednou z oblastí v Rusku. Nachází se v severozápadní části evropské části země.

## Historie
Pskovská oblast byla vyhlášena 23. srpna 1944.

## Oblastní symboly

### Vlajka
Vlajka Pskovské oblasti je tvořena modrým listem o poměru stran 2:3 s mrakem u horního okraje, z kterého vyčnívá (směrem k dolnímu okraji) ruka. U dolního okraje je vyobrazen levhart. Při žerďovém okraji je bílý pruh o šířce ⅐ délky vlajky, v kterém je na pravém okraji ornament modro-bílých trojúhelníků.

## Geografie
Oblast hraničí s Běloruskem na jihu, s Lotyšskem a Estonskem pak na západě. Jejími východními sousedy jsou Novgorodská, Tverská a Leningradská oblast.
Odhlédneme-li od enklávy Kaliningradské oblasti, je Pskovská oblast nejzápadnější ruskou administrativní jednotkou.
Hlavním městem je Pskov (202 000 obyvatel), podle něhož je oblast pojmenována; dalším velkým městem jsou Velikije Luki s 110 000 obyvateli. Největším jezerem je jezero Čudské, které tvoří západní hranici oblasti.
Krajina je tu mírně zvlněná, hlavně v jižní části při hranicích s Běloruskem (nejvyšší bod dosahuje 328 m). Oblastí procházejí železniční tratě spojující Varšavu s Petrohradem a Rigu s Moskvou.

## Obyvatelstvo

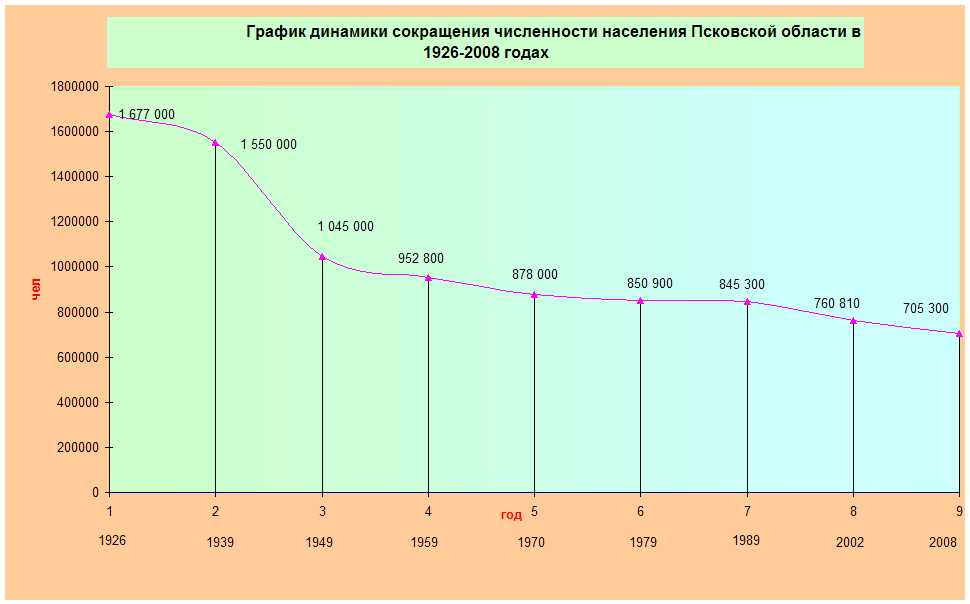
Graf vývoje počtu obyvatel oblasti

Pskovské oblasti se přezdívá "centrum vylidňování Ruska", protože patří k regionům nejcitelněji zasaženým úbytkem populace po rozpadu SSSR. V roce 1926 zde žilo 1,67 milionu lidí, v důsledku druhé světové války došlo ke snížení počtu obyvatel na 952,8 tisíce v roce 1959. V roce 1989 měla oblast 846,3 tisíce obyvatel, v roce 2002 760 tisíc, v roce 2011 673 tisíc a v roce 2020 už pouze 626 tisíc obyvatel.